# Branko Strupar
Branko Strupar (født 9. februar 1970 i Zagreb, Jugoslavien) er en tidligere kroatisk/belgisk fodboldspiller (angriber).
Strupar, der blev født i Zagreb, blev naturaliseret belgier efter at have spillet fem år i landet hos KRC Genk. Han havde gennem karrieren også ophold i NK Špansko, Derby County og Dinamo Zagreb. Størst succes havde han i årene i Genk, hvor han i sæsonen 1997-98 blev topscorer i den belgiske liga, og året efter var med til at vinde mesterskabet.
Strupar spillede desuden 17 kampe for det belgiske landshold, hvori han scorede fem mål. Han var med belgierne til VM i 2002 i Japan og Sydkorea, hvor han spillede to af holdets fire kampe i turneringen.